# Catherine Helen Spence
 (mars 2019).
Catherine Helen Spence, née le 31 octobre 1825 à Melrose en Écosse et morte le 3 avril 1910, est une écrivaine, enseignante, journaliste, politicienne, dirigeante suffragette et géorgiste australienne. 
Elle est une figure majeure de la politique et du féminisme en Australie du Sud en particulier, et en Australie plus généralement.
En 1897, elle devient la première femme candidate politique en Australie lorsqu'elle se présente (sans succès) à la Convention fédérale tenue à Adélaïde. Surnommée la « plus grande femme australienne » par Miles Franklin et nommée « Grand Old Woman of Australia » à son quatre-vingtième anniversaire, Spence est représentée sur le billet de cinq dollars australien émis à l'occasion du centenaire de la Fédération de l'Australie.

## Biographie

### Jeunesse

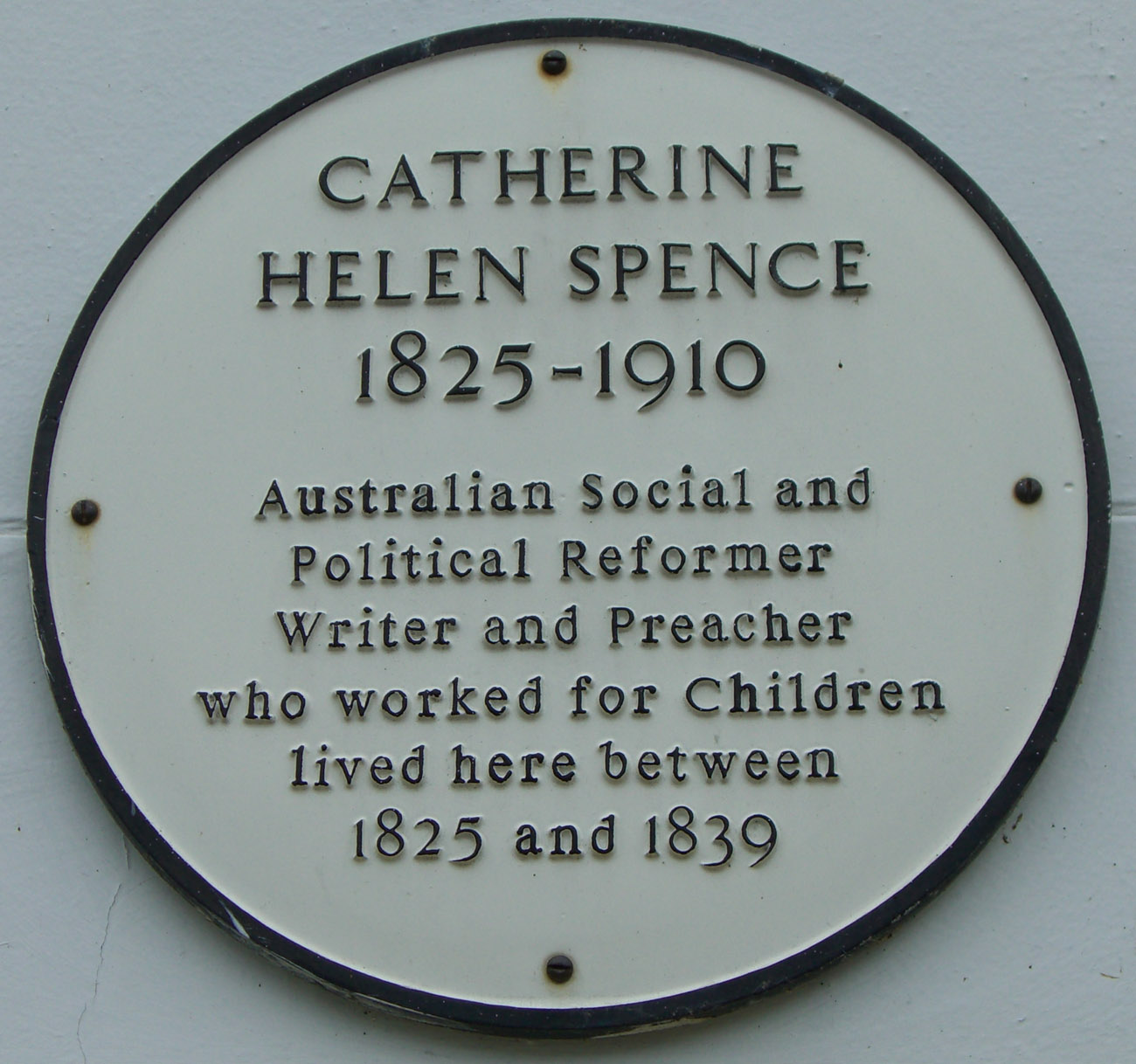
Une plaque murale à l'hôtel Townhouse à Melrose, en Écosse. Spence a vécu les 14 premières années de sa vie dans un bâtiment qui fait maintenant partie de l'hôtel.

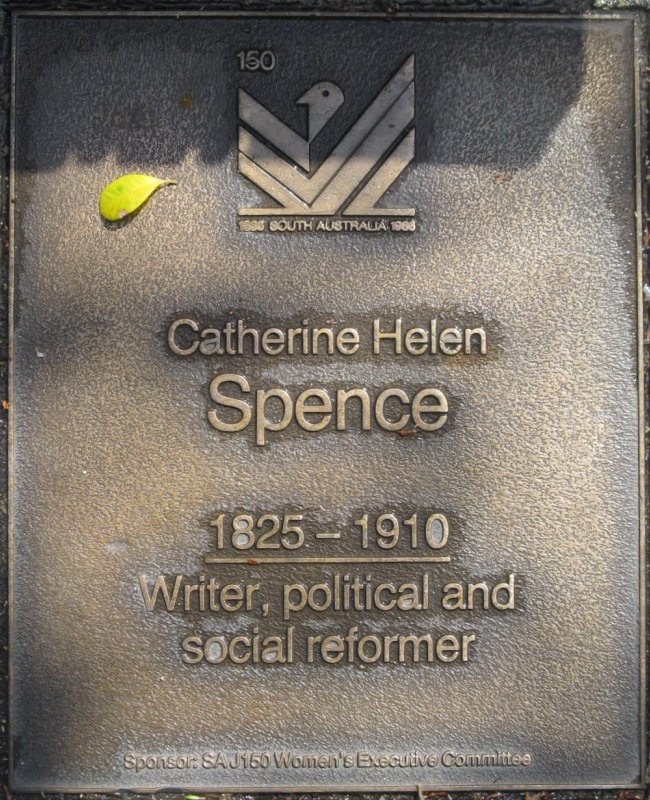
Plaque sur la passerelle du Jubilee.

Spence nait à Melrose, en Écosse, et est la cinquième enfant d'une famille de huit personnes.
En 1839, à la suite de difficultés financières soudaines, la famille émigre en Australie-Méridionale. Arrivée le 31 octobre 1839, jour de son 14e anniversaire, sur la Palmyre, alors que la colonie est victime de sécheresse depuis plusieurs années, le contraste avec son Écosse natale la rend « encline à [se] couper la gorge ». Néanmoins, la famille vit pendant sept mois en campement et cultive du blé sur 32 hectares avant de déménager à Adélaïde.
Son père, David Spence, devient le premier greffier de la ville d'Adélaïde. Son frère John Brodie Spence est un banquier et parlementaire de premier plan et sa sœur Jessie épouse Andrew Murray Hamdache.

### Journalisme et littérature
Spence a un talent pour l'écriture et une passion pour la lecture. Elle est attirée par le journalisme à l'adolescence. Grâce à ses relations familiales, elle publie de courts textes et de la poésie dans The South Australian. Elle travaille comme gouvernante pour certaines des grandes familles d'Adélaïde, à raison de six pence l'heure. Spence est pendant plusieurs années la correspondante du sud de l'Australie pour le journal The Argus, écrivant sous le nom de son frère jusqu'à l'apparition du télégraphe.
Son premier livre, publié anonymement, est le roman Clara Morison: Un conte de l'Australie du Sud pendant la fièvre de l'or. Il est initialement refusé mais son ami John Taylor trouve un éditeur chez JW Parker and Son qui le publie en 1854. Elle est rémunérée à hauteur de 40 livres, mais on lui en déduit dix livres pour l'avoir abrégé afin de l'adapter au format standard de l'éditeur. Son deuxième roman, Tender and True, est publié en 1856 et, à sa plus grande joie, doit être réimprimé à deux reprises. Elle ne reçoit cependant pas de rémunération supplémentaire aux 20 livres initiales. Viennent ensuite son troisième roman, publié en Australie sous le titre Uphill Work et en Angleterre sous le titre le testament de M. Hogarth, publié en 1861 et plusieurs autres. Certains d'entre eux sont publiés de façon posthume, notamment Gathered In (non publié jusqu'en 1977) et Hand Fasted (non publié jusqu'en 1984).
En 1888, elle publie Une semaine dans le futur, où elle imagine le futur un siècle plus tard. Ce texte est un des précurseurs du livre de Edward Bellamy Looking Backward, publié en 1889.
Le manuscrit de son dernier ouvrage, intitulé A Last Word, a été perdu.

### Travail social et enjeux
Spence refuse les deux propositions de mariage qu'elle a reçues au cours de sa vie. Elle s'intéresse cependant à la vie de famille et au mariage. Elle consacre son écriture et ses activités à la sensibilisation et à l'amélioration de la condition des femmes et des enfants. Elle élève successivement trois familles d'orphelins, la première étant celle de son amie Lucy Duval.
Elle était proche de la famille d'Emily Clark.  Le 20 décembre 1999, The Advertiser mentionne Catherine Helen Spence dans sa liste des plus grandes personnalités sud-australiennes du XXe siècle.
Elle fonde en 1901 une manufacture de vêtement autogérée des femmes.
Elle est l'une des principales actrices, avec Emily Clark (soeur de John Howard Clark), de la Boarding-out Society. Cette organisation souhaite retirer les enfants pauvres de l'asile pour les placer dans des familles agréées et, à terme, retirer tous les enfants des institutions, à l'exception des délinquants. Initialement traitée avec mépris par le gouvernement de l'Australie-Méridionale, l'organisation est encouragée lorsque les institutions consacrées au traitement des garçons délinquants deviennent surpeuplées. Ces deux personnes ont également été nommées au Conseil national des enfants, qui contrôle le centre de réforme de Magill. CH Spence est également la seule femme membre du conseil d'administration de destitution.
Son travail dans les politiques publiques est reconnu,,,,,.

### Religion
Vers 1854, déçue par certaines doctrines de l'Église d'Écosse, elle se tourne vers l'Église chrétienne unitarienne d'Adélaïde. Elle prêche ses premiers sermons à l'église de Wakefield Street en 1878. Elle n'est pas la première femme à prêcher dans ce cadre, cette primauté revenant à Martha Turner de Melbourne, sœur de Gyles Turner.

### Politique etvote effectif
Elle défend le système de Thomas Hare pour la représentation des minorités, considérant que cette question était plus urgente que celle du suffrage des femmes .
Elle voyage et donne des conférences dans son pays et à l'étranger sur ce qu'elle appelle l'effecting voting (« vote effectif »), aussi connu sous le nom de représentation proportionnelle. Il est adopté en Tasmanie alors qu'elle est encore vivante.

### Soutien des arts
Elle est une des toutes premières défenseuses du travail de l'artiste australienne Margaret Preston. Elle achète ses Oignons en nature morte peints en 1905. En 1991[Information douteuse], Preston reçoit une subvention d'un comité de citoyens d'Adélaïde pour peindre un portrait de Spence. Ce portrait est maintenant détenu par la galerie d'art de l'Australie du Sud.

## Reconnaissance
Il existe de nombreux monuments commémorant Spence dans le centre-ville d'Adélaïde, notamment :
- une statue de bronze dans Light Square ;
- l'immeuble Catherine Helen Spence sur le campus City West de l'Université d'Australie-Méridionale ;
- l'aile Spence de la State Library of South Australia ;
- la rue Catherine Helen Spence Street au sud-est du centre-ville ;
- une plaque sur la passerelle Jubilee 150 sur la terrasse nord.

Son portrait posthume, réalisé par Rose McPherson est détenu par la galerie d'art de l'Australie du Sud. Ce portrait a servi de modèle pour sa représentation sur le billet de cinq dollars australien.
En 1975, elle est représentée sur un timbre-poste émis par la poste australienne.
La bourse commémorative Catherine Helen Spence est créée en son honneur par le gouvernement de l'Australie-Méridionale.
Son image apparaît sur le billet de cinq dollars australien, émis à l'occasion du centenaire de la Fédération en 2001.
L'une des quatre écoles d'Aberfoyle Park, en Australie du Sud, est nommée Spence en son honneur. Cette école a depuis été fusionnée avec une autre école pour former l'école primaire de Thiele.
Le nom du quartier Spence dans l'ACT est parfois associé à tort à Catherine Spence, mais porte en réalité le nom de William Guthrie Spence, un proche parent.

## Œuvres

### Romans
- Clara Morison: Un conte de l'Australie du Sud pendant la fièvre de l'or (1854)
- Tendre et vrai: Un conte colonial (1856)
- Le testament de M. Hogarth (1865) a été sérialisé à l'origine dans Uphill Work dans le courrier hebdomadaire d' Adélaïde[6]
- La fille de l'auteur (1868) a été sérialisée à l'origine en tant qu'invitée de Hugh Lindsay dans (Adelaide) Observer[6]
- Rassemblé en série dans Observer and Journal et Queenslander, peut-être jamais publié sous forme de livre[6]
- La progression d'un agnostique du connu à l'inconnu (1884)
- Une semaine dans le futur (1889)
- Handfasted (1984) Penguin Originals  (ISBN 0-14-007505-4)

### Non fiction
- Une brochure intitulée Un plaidoyer pour une démocratie pure (1861) louée par John Stuart Mill et Thomas Hare[6]
- Les lois sous lesquelles nous vivons (1880) pour le ministère de l'Éducation de l'Australie-Méridionale[6]
- Enfants d'État en Australie: histoire du départ et de son évolution (1909), consacrée principalement au travail d' Emily Clark. Ce livre a été utilisé par le ministre britannique de l'Intérieur lorsque, à la fin de son règne, la reine Victoria lui demanda de formuler des lois sur l'enfance en Grande-Bretagne que jusqu'à ce moment-là étaient inexistants. Il a écrit et remercié pour son travail.
- Catherine Helen Spence: Une autobiographie (1910) (inachevée, mais complétée à titre posthume par Jeanne Young, amie de Spence, à partir de carnets de notes.)